# KSZO Ostrowiec 2014-2015
Questa voce raccoglie le informazioni riguardanti il KSZO Ostrowiec nelle competizioni ufficiali della stagione 2014-2015.

## Organigramma societario
Area direttiva
- Presidente: Iwona Kosiorowska

Area tecnica
- Allenatore: Dariusz Parkitny
- Allenatore in seconda: Rafał Dytkowski

## Rosa
| N° | Nome                | Ruolo | Data di nascita   | Nazionalità sportiva |
| -- | ------------------- | ----- | ----------------- | -------------------- |
| 1  | Katarzyna Żalińska  | S/O   | 19 aprile 1986    | Polonia              |
| 3  | Kamila Ganszczyk    | C     | 2 dicembre 1991   | Polonia              |
| 4  | Klaudia Grzelak     | S     | 12 febbraio 1996  | Polonia              |
| 5  | Ralitsa Vasilieva   | S/O   | 17 marzo 1992     | Bulgaria             |
| 6  | Barbara Bawoł       | S     | 28 maggio 1986    | Polonia              |
| 7  | Alicja Stefańska    | S     | 28 dicembre 1992  | Polonia              |
| 8  | Marta Pluta         | P     | 17 febbraio 1982  | Polonia              |
| 10 | Joanna Jagodzińska  | S     | 25 novembre 1979  | Polonia              |
| 11 | Aneta Duda          | C     | 20 settembre 1989 | Polonia              |
| 13 | Małgorzata Soja     | L     | 12 febbraio 1988  | Polonia              |
| 14 | Ewelina Tobiasz     | P     | 6 febbraio 1994   | Polonia              |
| 16 | Sophie Godfrey      | C     | 2 dicembre 1987   | Australia            |
| 17 | Dominika Nowakowska | L     | 16 giugno 1988    | Polonia              |